# Flamin' Hot
Pour plus de détails, voir Fiche technique et Distribution.
Flamin' Hot est un film américain réalisé par Eva Longoria et sorti en 2023. Il s'agit d'un film biographique sur Richard Montañez, adapté de son autobiographique A Boy, a Burrito and a Cookie: From Janitor to Executive.
Le film est présenté en avant-première au festival South by Southwest, avant sa diffusion sur Hulu aux États-Unis et sur Disney+ dans le reste du monde.

## Synopsis
Américain d'origine mexicaine, Richard Montañez raconte son histoire. Enfant, il vendait à ses camarades de classe des burritos préparés par sa mère. À l'adolescence, il tombe dans la criminalité et fréquente un gang. Mais quand sa femme Judy tombe enceinte, Richard veut se ranger. Malgré des lacunes pour lire et écrire l'anglais, il obtient un poste de concierge chez Frito-Lay à Rancho Cucamonga, À l'usine, il fait la connaissance d'un ingénieur, Clarence. Ce dernier va expliquer à Richard, très curieux et intéressé, comment fonctionnent les machines.
Pendant près de dix ans, Richard travaille chez Frito-Lay sans avoir la moindre promotion. Un jour, il a une révélation à propos de l'un des produits fabriqués dans l'usine, les Cheetos. Il se dit que ces biscuits apéritifs au fromage seraient bien appréciés par les Hispaniques et Latino-Américains si était ajouté un assaisonnement pimenté. Richard va procéder à plusieurs tests avec des poudres épicées, en utilisant sa femme et ses enfants comme cobayes. Il va ensuite proposer son idée à Roger Enrico, le grand PDG du groupe PepsiCo. Intrigué, ce dernier lui demande de préparer une présentation. Très motivé, Richard va se lancer, sans aucune notion de marketing. Le produit va être baptisé Cheetos Flaming' Hot et va peu à peu devenir un succès qui va relancer la marque. Richard va enfin avoir une promotion.

## Fiche technique
Sauf indication contraire, les informations mentionnées dans cette section peuvent être confirmées par la base de données cinématographiques IMDb,  présente dans la section « Liens externes ».
- Titre original : Flamin' Hot
- Réalisation : Eva Longoria
- Scénario : Lewis Colick et Linda Yvette Chávez, d'après l'autobiographie A Boy, a Burrito and a Cookie: From Janitor to Executive de Richard Montañez
- Musique : Marcelo Zarvos
- Décors : Cabot McMullen et Brandon Mendez
- Costumes : Elaine Montalvo
- Photographie : Federico Cantini
- Montage : Kayla Emter et Liza D. Espinas
- Production : DeVon Franklin

Producteurs délégués : David Kern et Samuel Rodriguez
- Sociétés de production : Searchlight Pictures et Franklin Entertainment
- Sociétés de distribution : Searchlight Pictures / Hulu (États-Unis), Disney+ (monde)
- Budget : n/a
- Pays de production :  États-Unis
- Langue originale : anglais
- Format : couleur
- Genre : comédie dramatique et biographique
- Durée : 99 minutes
- Dates de sortie[2] :
  - États-Unis : 11 mars 2023 (avant-première au festival South by Southwest)
  - États-Unis : 9 juin 2023 (Hulu)
  - Monde : 9 juin 2023 (Disney+)
- Classification[3] :
  - États-Unis : PG-13

## Distribution
- Jesse Garcia (VF : Philippe Bozo) : Richard Montañez
- Annie Gonzalez (VF : Antonella Colapietro) : Judy Montañez
- Dennis Haysbert (VF : Thierry Desroses) : Clarence C. Baker
- Tony Shalhoub (VF : Michel Papineschi) : Roger Enrico
- Emilio Rivera : Vacho Montañez
- Vanessa Martinez : Concha Montañez
- Hunter Jones : Lucky Montañez
- Pepe Serna (en) : Papy
- Matt Walsh (VF : Laurent Morteau) : Lonny Mason
- Jimmy Gonzales (VF : Günther Germain) : Hector Morales
- Bobby Soto (VF : Jonathan Amram) : Tony Romero
- Brice Gonzalez : Steven Montañez
- Carlos S. Sanchez (VF : Esteban Hernandez Sanchez): Richard montañez enfant

 Source et légende : version française (VF) sur RS Doublage

## Production
En août 2019, il est annoncé qu'Eva Longoria va réaliser le film, produit par DeVon Franklin (en) (Franklin Entertainment) et Searchlight Pictures. En mai 2021, Jesse Garcia et Annie Gonzalez sont annoncés dans les rôles principaux.

### Tournage
Le tournage a lieu notamment à Plano au Texas. Il s'achève en août 2021,.

## Accueil

### Sortie
Flamin' Hot est présenté en avant-première mondiale au festival South by Southwest à Austin (Texas) le 11 mars 2023. Il est ensuite diffusé sur les plateformes Hulu (pour les États-Unis) et Disney+ (reste du monde),.

### Critique
Dans le monde anglo-saxon, Flamin'Hot reçoit de la part du site Metacritic, qui utilise une moyenne pondérée, la note de 65⁄100 pour un total de 16 critiques. L’agrégateur Rotten Tomatoes indique, quant à lui, un taux de satisfaction de 65 % et une note de 6,00⁄10 pour un total de 52 critiques. Le consensus des critiques est formulé ainsi :

« Flamin' Hot peut avoir un peu plus que sa part de calories vides, mais cette histoire amusante de bien-être est encore une collation cinématographique décente. »

— Consensus des critiques, Rotten Tomatoes